# 足球風雲
《足球風雲》是大島司關於足球的日本漫畫作品，先後推出電視動畫版、OVA劇場版、真人電影版及遊戲軟體。作品日文原名為，動畫版名為

## 故事背景
田仲俊彥、白石健二、平松和廣三人在掛西國中足球隊有「鐵三角」之稱，在一次機會下看到久保嘉晴比賽時的精湛球技便被他的球技深深吸引，三人相約一起考選掛川高中追隨久保，後來三人如願選讀掛川高中並加入足球隊，與偶像久保嘉晴共同出賽。可惜久保嘉晴在縣預賽與掛北的比賽中連過十一人得分後便病發逝世，由主角俊彥繼承十號，久保的死給掛川帶來沉重的打擊與重生的契機，眾人後來努力完成久保遺志在冬季比賽拿下全國冠軍。畢業後大家各奔東西，多數人成為職業球員或在球團工作。

## 登場人物

### 掛川高中
田仲俊彥（聲：綠川光梁偉德（第一部動畫，TVB）、梁皓翔（Goal to the Future，ViuTV）李猶龍（三立都會台）／于正昇（華視））
- 1975年7月22日出生，身高172公分，體重60公斤，血型O型
- 球衣號碼：11（夏季賽）、10（冬季賽），位置：前鋒

故事男主角。初登場時為掛川高中一年級生，中學就讀於掛川市立西中學校，與平松和廣及白石健二被稱為掛川鐵三角。擁有「黃金左腳」，在一場比賽中看見久保的出色表現而加入掛川高中。
最後成為皇家馬德里之攻擊前鋒，背號10號。
- 得意技：魔幻左腳、猛烈右腳、幽靈盤球、遠距離射門(漫畫最遠50公尺、動畫最遠55公尺)、蛇行盤球(與和廣、佐佐木合作)、零角度射門(動畫版)。

久保嘉晴（聲：古川登志夫（第一部動畫）、鳥海浩輔（Goal to the future）李錦綸（第一部動畫，TVB）、郭俊廷（Goal to the Future，ViuTV）符爽（三立都會台）／劉傑（華視））
- 1974年7月29日出生，1991年8月9日去世，身高179公分，體重65公斤，血型AB型
- 球衣號碼：10，位置：中場

初登場時為掛川高中二年級生，掛川高中足球隊隊長，曾於德國逗留數年，為法蘭克福青年隊奪得冠軍後回到日本的絕世天才，也是整部故事最強的高中球員，沒有任何缺點的完人。一年級時創立原本沒足球隊的掛川足球部並定下全國冠軍的目標，升上二年級後努力提攜主角等新進後輩。在高二時發現身患白血病，但隱瞞病情繼續踢球；於對陣掛北的比賽中連過掛北11名球員得分締造傳奇神話，但白血病發心臟衰竭當場倒在球門前，被抬回醫務室後由女友照料但沒多久便死去，掛川全體球員在比賽結束後聽聞久保死訊，匆匆趕到醫務室看到久保屍體而大受打擊崩潰痛哭，接下來的比賽也慘敗出局。象徵王牌的10號球衣由俊彥繼承。
- 結局為掛川高中得到冬季冠軍，隊長神谷含淚帶著久保的球鞋上台領獎。
- 極富個人魅力與領導能力的天才明星，不少後輩因崇拜他而喜歡上足球並選讀掛川，掛川所有球員都因久保而成長，死後仍對全體掛川球員有深遠的影響至結局，如金蛇郎君般貫串整部故事的已故人物。
- 經典台詞「你喜歡足球嗎?」

●得意技：遠距離射門、腳跟過人、一扭十一
平松和廣（聲：菊池正美（第一部動畫）、平川大輔（Goal to the future）蘇強文（第一部動畫，TVB）、袁德基（Goal to the Future，ViuTV）符爽（三立都會台）／劉傑（華視））
- 1975年4月26日出生，身高170公分，體重59公斤，血型A型
- 球衣號碼：9，位置：右翼前鋒(兼角衛)

初登場時為掛川高中一年級生，中學就讀於掛川市立西中學校，與田仲俊彥及白石健二被稱為掛川鐵三角。在一場比賽中看見久保的出色表現而加入掛川高中，初中時曾因父親而放棄踢足球，後來由於遠藤一美的鼓勵才繼續踢足球，擁有出色速度與過人技術。
最後加入兵工廠，是日本隊中的球員兼隊醫。
- 得意技：香蕉球射門、蛇行盤球(與俊彥、佐佐木合作)、雙重腳跟過人、三重腳跟過人、死角截射(漫畫版出現，動畫版未出現)。

白石健二（聲：林延年黎偉明于正昌（華視））
- 1975年8月17日出生，身高174公分，體重63公斤，血型B型
- 球衣號碼：1，位置：守門員

初登場時為掛川高中一年級生，中學就讀於掛川市立西中學校，與田仲俊彥及平松和廣被稱為掛川鐵三角。因為久保出色的球技而與田仲及平松一起加入掛川高中。喜歡打架，加入足球隊前曾是電單車黨成員，喜歡田仲的姊姊。
最後加入J聯盟。
- 經常對某些女性性騷擾、因此常被這些女性海扁。
- 得意技：後空翻救球、頭搥、超級大腳(可一腳將球送至跑至前場的馬掘、和廣、俊彥等人腳下)。

神谷篤司（聲：森川智之（第一部動畫）、梅原裕一郎（Goal to the future）林保全（第一部動畫，TVB）、陳健豪（Goal to the future，ViuTV）李猶龍（華視））
- 1974年10月11日出生，身高175公分，體重63公斤，血型AB型
- 球衣號碼：7，位置：右中場

初登場時為掛川高中二年級生，與久保為好友，在久保死後成為隊長，帶領掛川成為冬季冠軍。心理素質非常高，能常保高昂鬥志激勵球隊的鐵血硬漢，有「鬥將」之稱。
最後休學加入義甲球隊。
有一妹，基本上等於｢妹控｣
- 得意技：閱讀比賽(此招令其他球隊非常忌憚)、短截傳球、長程傳球

馬堀圭吾（聲：關智一郭志權）
- 1974年9月8日出生，身高172公分，體重63公斤
- 球衣號碼：11（冬季賽），位置：中場

初登場時為掛川高中一年級生，因聽聞掛川高中是一隊足球強隊而加入，於巴西居住6年後回到日本，曾批評足球隊的練習毫無用處而引起對方的不滿。一場練習賽令隊員的狀態回復，亦將巴西足球風格帶入掛川。
- 得意技：森巴盤球、無死角射門

大塚繁樹（聲：江川央生何國星→陳永信）
- 1974年12月13日出生
- 球衣號碼：5，位置：左中場

初登場時為掛川高中二年級生，與赤堀是中學同學，因不想與神谷踢足球，所以起初想加入籃球隊。在掛川與掛北的比賽中，神谷的說話令他改變對神谷的印象。
赤堀強（聲：太田真一郎魏惠文、李錦綸（代配））
- 1974年9月22日出生，身高192公分*球衣號碼：2，位置：中堅

初登場時為掛川高中二年級生，球隊身高最高的一位。
矢野利己（聲：風間信彥林國雄）
- 1974年7月21日出生
- 球衣號碼：4，位置：右後衞

初登場時為掛川高中二年級生。
服部正二（聲：佐藤 佑暉 陳卓智）
- 1974年5月2日出生
- 球衣號碼：3，位置：中堅

初登場時為掛川高中二年級生。
石橋保（聲：鹽屋浩三陳卓智）
- 球衣號碼：12，位置：左後衞

初登場時為掛川高中二年級生。
小笠原雄司（聲：何國星）
- 球衣號碼：1（夏季賽）, 15（冬季賽），位置：守門員

初登場時為掛川高中二年級生。
佐佐木豐（聲：千葉一伸鄺樹培）
- 1975年1月1日出生
- 球衣號碼：6，位置：左翼前鋒

初登場時為掛川高中一年級生，受好友新田邀請加入足球部，擅長以速度突破。
與新田是絕佳搭檔
- 得意技：蛇行盤球(與俊彥、和廣合作)、零度教射門、錯覺傳球

新田伸一（聲：沼田祐介馮錦堂）
- 1975年2月3日出生
- 球衣號碼：15（夏季賽）, 8（冬季賽），位置：左後衞

初登場時為掛川高中一年級生，與佐佐木是中學同學。被編入球隊後備位置，久保看見他不斷努力練習，終在夏季賽第二場擔任正選。
與佐佐木是絕佳搭檔
得意技、毫無存在感截鏟、製造越位(被掛川眾人封為｢越位高手｣)
小菅宏俊
- 球衣號碼：18，位置：中鋒

田仲留學時擔任正選。
坪谷順平
- 球衣號碼：17，位置：中場

中學時是日本U-15足球代表隊候補成員。

### 掛川高中其他成員
遠藤一美（聲：日高範子梁少霞賀世芳（三立都會台）／楊凱凱（華視））
- 1975年11月30日出生

初登場時為掛川高中一年級生。掛川足球部經理人。在漫畫中本為不良少女，在動畫中則是田仲三人的青梅竹馬。在中學時迷上久保，但對足球一竅不通。喜歡田仲，但經常與他吵架，亦多次因他而辭職。她曾因成為歌手而轉校，後來因為忘不了田仲及足球隊而再擔任經理人。
磯貝老師（聲：鹽屋浩三源家祥、黃子敬（代配））
掛川高中老師兼足球部領隊。
神谷實花
掛川足球部經理人，神谷的妹妹，田仲的球迷。是田仲等人的學妹，受哥哥影響，足球知識十分豐富。喜歡田仲，一美對他抱有｢敵意｣。

### 藤田東高校人物
加納隆次（聲：堀秀行馮錦堂）
- 球衣號碼：7，位置：中場

藤田東(二年級生)，球隊隊長。他本来有两次機會與久保比試，但第一次他受傷，第二次时久保已逝世，一直不能与久保比試。

### 其他
田仲夏子（聲：萩森侚子黃鳳英）
俊彥的大姊，大學生。2014年漫畫讀切版中與健二結婚，育有子女3人。
平松修（聲：田中秀幸林國雄）
和廣的父親，學生時代是藤田東的天才球員，綜合醫院醫師。
平松靜子（聲：關根明子蔡惠萍）
和廣的母親，平松修的高中同學。高中時代加入電影社。
白石響子（聲：青羽美代子沈小蘭）
健二的母親，與前夫離婚以後獨自撫養健二長大。
遠藤透（聲：私市淳林丹鳳）
一美的弟弟。
北原美奈子（聲：陸惠玲）
菊水女子高校二年級生，嘉晴的女朋友。

### Goal to the Future 登場角色
辻秀人（聲：小林千晃杜景煜）
黑川昴流（聲：土岐隼一陳成港）
風馬成（聲：小野友樹周倚天）
小久保公平（聲：土屋神葉）
佐原龍（聲：前野智昭陳啟熾）
園田拓海（聲：斉藤隼一黃文軒）
並岡翼（聲：真白健太朗張添勝）
雨谷隆二（聲：鈴木崚汰郭湛深）
林蒼真（聲：松村龍之介葉子楓）
立浪陽向（聲：廣瀬大介潘昀雋）
松橋圭（聲：佐藤祐吾鄧燦陽）
山口一希（聲：保住有哉陳漢祺）
仲野桐也（聲：広瀬裕也嚴鎮華）

## 漫畫
- (共33期)
- (共5期)
- (共12期)
- (共16期)
- (共1期)

## 動畫
日本在1993年11月7日至1994年12月15日於富士電視系播放，共58話。香港在1997年7月5日至1997年8月27日於無線電視翡翠台首播。臺灣於三立都會台首播，中華電視公司以《足球英雄》為名播出。

### 製作人員
- 企畫：清水賢治、金田耕司
- 監製：高見義雄、清水慎治
- 原作：大島司
- 原案協力：菅原喜一郎、城戶雄介、村松充裕
- 製作擔當：堀川和政
- 音樂：本間勇輔
- 人物設計：荒木伸吾、姬野美智
- 作畫監修：荒木伸吾、芽野京子
- 美術設計：窪田忠雄
- 系列監督：西尾大介
- 特殊効果：中島正之、西村龍德
- 攝影：
- 編集：片桐公一
- 錄音：今關種吉
- 効果：今野康之、森川永子
- 選曲：西川耕祐
- 記錄：小川真美子
- 制作：富士電視台、東映動畫

### 電視版58集名稱
| - 1 - 2 - 3 - 4 - 5 - 6 - 7 - 8 - 9 - 10 - 11 - 12 - 13 - 14 - 15 - 16 - 17 - 18 - 19 | - 20 - 21 - 22 - 23 - 24 - 25 - 26 - 27 - 28 - 29 - 30 - 31 - 32 - 33 - 34 - 35 - 36 - 37 - 38 | - 39 - 40 - 41 - 42 - 43 - 44 - 45 - 46 - 47 - 48 - 49 - 50 - 51 - 52 - 53 - 54 - 55 - 56 - 57 - 58 |

### 主題曲

#### 第一部動畫
- 片頭曲

作詞：寄田真理、大隅宮、作曲：寄田真理、大隅宮、編曲：WENDY、歌：WENDY
- 片尾曲(電視版1-46,58集)

作詞：山本綾、大隅宮、作曲：山本綾、大隅宮、編曲：WENDY、歌：WENDY
- 片尾曲(電視版47-57集)

作詞：秋元康、作曲：太田美智彥、編曲：太田美智彥、歌：日高範子(遠藤一美)

#### Goal to the Future
- 片頭曲「アオレイド」

作詞：aireen、作曲：南田健吾、編曲：Soft Boiled Rockers、南田健吾、歌：宮川愛李
- 片尾曲「RIVALS」

作詞、作曲：Ra-U、編曲：龜田誠治、歌：all at once

### 播放电视台
| 放送地域   | 放送局     | 放送期間                       | 放送日時                            | 放送系列       | ネット状況              | 備考     |
| ---------- | ---------- | ------------------------------ | ----------------------------------- | -------------- | ----------------------- | -------- |
| 関東広域圏 | 富士电视台 | 1993年11月7日 - 1994年12月25日 | 日曜 9:00 - 9:30                    | フジテレビ系列 | 制作局                  |          |
| 近畿広域圏 | 关西电视台 | 1993年11月7日 - 不明 不明      | 日曜 9:00 - 9:30 日曜 9:30 - 10:00  | フジテレビ系列 | 遅れネット ↓ 同時ネット | [ 注 1 ] |
| 静岡県     | 静岡电视台 | 1993年11月12日 -               | 金曜 17:30 - 18:00                  | フジテレビ系列 | 遅れネット              |          |
| 富山県     | 富山电视台 | 1994年9月時点 1994年11月時点   | 土曜 6:00 - 6:30 木曜 16:30 - 17:00 | フジテレビ系列 | 遅れネット              |          |
| 福井県     | 福井电视台 | 1994年5月時点                  | 月曜 16:30 - 17:00                  | フジテレビ系列 | 遅れネット              |          |
| 山梨県     | 山梨电视台 | 1995年10月時点                 | 日曜 6:10 -                         | TBS系列        | 遅れネット              |          |

| 放送期間               | 放送時間                     | 放送局       | 対象地域   | 備考                                            |
| ---------------------- | ---------------------------- | ------------ | ---------- | ----------------------------------------------- |
| 2022年7月2日 - 9月24日 | 土曜 23:30 - 日曜 0:00       | AT-X         | 日本全域   | 製作参加 / CS放送 / 字幕放送 / リピート放送あり |
| 2022年7月3日 - 9月25日 | 日曜 22:00 - 22:30           | TOKYO MX     | 東京都     |                                                 |
| 2022年7月4日 - 9月26日 | 月曜 0:30 - 1:00（日曜深夜） | テレビ静岡   | 静岡県     | リピート放送あり                                |
| 2022年7月5日 - 9月27日 | 火曜 1:59 - 2:29（月曜深夜） | 読売电视台   | 近畿広域圏 | 『MANPA』第1部                                  |
| 2022年7月6日 - 9月28日 | 水曜 23:30 - 木曜 0:00       | BS日本电视台 | 日本全域   | 製作参加 / BS放送                               |
| 2022年7月7日 - 9月29日 | 木曜 0:30 - 1:00（水曜深夜） | BS富士       | 日本全域   | 製作参加 / BS/BS4K放送 /                        |

## 電影版
真人電影版由SMAP主演，1994年3月12日在日本全國松竹院線上映，監督為大森一樹，之後被製成DVD公開發售。作品在神奈川縣當年新建校的公文國際學園取景，而非在掛川市的學校拍攝。

### 製作人員
- 監督：大森一樹
- 劇本：橋本以藏
- 攝影監督：高間賢治
- 音樂：土方隆行
- 特別足球顧問：RAMOS瑠偉
- 協力：日本足球協會、日本甲組職業足球聯賽
- 製作者：櫻井洋三、Johnny喜多川

### 主要演員
- 田仲俊彦：中居正廣
- 平松和廣：香取慎吾
- 白石健二：森且行
- 久保嘉晴：木村拓哉
- 神谷篤司：草彅剛
- 馬堀圭吾：稻垣吾郎
- 遠藤一美：水野美紀
- 友情出演：堂本剛、堂本光一

### 主題曲
- 主題曲

作詞：相田毅、作曲：太田美智彦、編曲：土方隆行、歌：SMAP
- 插入曲

作詞：福島優子、作曲：筒美京平、編曲：土方隆行、歌：SMAP
- 插入曲

作詞：淺田有理、作曲：多多納好夫、編曲：重實徹、歌：SMAP
- 插入曲

作詞：相田毅、作曲：筒美京平、編曲：CHOKKAKU、歌：SMAP
- 插入曲

作詞：、作曲：、編曲：、歌：SMAP
- 插入曲「MR.LONELY」

作曲：、歌：木村拓哉

## 劇場版
劇場版於1994年12月4日在日本全國東映院線上映，片長約30分鐘。

## 遊戲
Game Boy - 
超級任天堂 - 
發售日期：1994年12月16日
定價：11,340日元
Mobage - 仲間×奇跡！シュート!
發售：2012年7月
日本手機遊戲(免費制＆課金制)

## 產品
- 收錄足球風雲電視版1-29集及主題曲的DVD。 發售日期：2005年6月24日
- 收錄足球風雲電視版30-58集及預告編的DVD。 發售日期：2005年8月24日
- CD

## 註解
1. ↑  同局では『じゃあまん探偵団 魔隣組』を最後にフジテレビ・東映制作日曜朝9時台枠の番組を打ち切り、以降の作品はKBS京都などの独立局で放送していたが、本作をもって再開。当初は同時ネットだったものの、間もなく遅れネットとなった（本枠の同時ネットは2016年4月に再開）。

## 外部連結
- 東映動畫 （页面存档备份，存于） － 日本官方網站（日語）
- 東立出版社 － 中文版出版社官方網站
- 蒼き伝説シュート！ Website － 蒼き伝説シュート！ Website（日語）
- 足球風雲 Goal to the Future動畫官網 （页面存档备份，存于）（日語）